# Europastraße 313
Die Europastraße 313 (Abkürzung: E 313) ist eine Europastraße, die die Städte Antwerpen und Lüttich miteinander verbindet. Sie verläuft ausschließlich durch Belgien und fällt mit der Autobahn A13 zusammen. Zwischen dem Autobahnkreuz Antwerpen-Ost und dem Autobahndreieck Ranst besteht eine Doppelnummerierung mit der Europastraße 34.

## Städte an der E 313
- Antwerpen
- Hasselt
- Lüttich